# Rotten borough
Een rotten borough, pocket borough, nomination borough of proprietorial borough was vóór de Reform Act 1832 een kieskring in Engeland, Groot-Brittannië of het Verenigd Koninkrijk met zo'n klein electoraat dat het district gebruikt kon worden door een rijke familie of grootgrondbezitter om extra verkozenen te krijgen in de House of Commons. Alle boroughs – ook kleine of voormalige towns – hadden namelijk recht om twee vrije burgers te kiezen. In een rotten borough was de bevolking zo hevig gedaald dat de resterende kiezers makkelijk gemanipuleerd konden worden. In een pocket borough kon één persoon de uitkomst manipuleren doordat hij minstens de helft van de burgagewoningen bezat. De praktijk van bedoelde kieskringen werd afgeschaft in 1832. Het Britse publieke debat over de Franse Revolutie, of de "controverse over de Franse Revolutie", dat duurde van 1789 tot 1795, ligt ten grondslag aan deze wijziging.
De termen zijn ook van toepassing op het Parlement van Ierland in de 18e eeuw.